# Chamaecrista
Genre
Chamaecrista est un genre de plantes à fleurs dicotylédones de la famille des Caesalpiniaceae, ou des Fabaceae, sous-famille des Caesalpinioideae, selon la classification phylogénétique.
Les espèces de ce genre ont longtemps été rattachées au genre Cassia. Ce n'est que depuis le début des années 1980 que le genre Chamaecrista est considéré comme un genre à part entière. (Un autre genre a été détaché du genre Cassia, le genre Senna.)

## Pollinisation assistée par le son du bourdonnement d'insectes pollinisateurs
Des études de Bioacoustique végétale ont récemment montré que Chamaecrista chamaecristoides libère son pollen quand sa fleur est exposée à la vibration correspondant au bourdonnement des ailes de son pollinisateur

## Liste d'espèces
Selon ITIS (30 juin 2013) :
- Chamaecrista absus (L.) Irwin et Barneby
- Chamaecrista calycioides (DC. ex Colladon) Greene
- Chamaecrista chamaecristoides (Colladon) Greene
- Chamaecrista deeringiana Small et Pennell
- Chamaecrista desvauxii (Collad.) Killip
- Chamaecrista dimidiata (Buch.-Ham. ex Roxb.) Lock
- Chamaecrista diphylla (L.) Greene
- Chamaecrista fasciculata (Michx.) Greene
- Chamaecrista flexuosa (L.) Greene
- Chamaecrista glandulosa (L.) Greene
- Chamaecrista greggii (Gray) Pollard ex Heller
- Chamaecrista lineata (Sw.) Greene
- Chamaecrista mimosoides (L.) E. Greene
- Chamaecrista nictitans (L.) Moench
  - Chamaecrista nictitans ssp. nictitans var. jaliscensis (Greenm.) Irwin et Barneby
- Chamaecrista pilosa (L.) Greene
- Chamaecrista portoricensis (Urban) O.F.Cook et Collins
- Chamaecrista ramosa (Vogel) Irwin et Barneby
- Chamaecrista rotundifolia (Pers.) Greene
- Chamaecrista serpens (L.) Greene

Selon Tropicos (30 juin 2013) (Attention liste brute contenant possiblement des synonymes) :
- Chamaecrista absus (L.) H.S. Irwin & Barneby
- Chamaecrista acosmifolia (Mart. ex Benth.) H.S. Irwin & Barneby
- Chamaecrista adamantina (H.S. Irwin & Barneby) H.S. Irwin & Barneby
- Chamaecrista adenophora (Harms) H.S. Irwin & Barneby
- Chamaecrista adenophylla (Taub.) H.S. Irwin & Barneby
- Chamaecrista adenosperma (Urb.) Britton
- Chamaecrista adiantifolia (Spruce ex Benth.) H.S. Irwin & Barneby
- Chamaecrista aeschinomene (DC. ex Collad.) Greene
- Chamaecrista africana (Steyaert) Lock
- Chamaecrista aiarana (H.S. Irwin) H.S. Irwin & Barneby
- Chamaecrista alamosensis Britton & Rose
- Chamaecrista aldabrensis (Hemsl.) F. Friedmann
- Chamaecrista altoana (H.S. Irwin & Barneby) H.S. Irwin & Barneby
- Chamaecrista amabilis H.S. Irwin & Barneby
- Chamaecrista amambaya (H.S. Irwin & Barneby) H.S. Irwin & Barneby
- Chamaecrista amiciella (H.S. Irwin & Barneby) H.S. Irwin & Barneby
- Chamaecrista amorimii Barneby
- Chamaecrista amphibola (H.S. Irwin & Barneby) H.S. Irwin & Barneby
- Chamaecrista amplistipulata Rose
- Chamaecrista anamariae Conc., L.P. Queiroz & G.P. Lewis
- Chamaecrista anceps (Benth.) H.S. Irwin & Barneby
- Chamaecrista andersonii (H.S. Irwin & Barneby) H.S. Irwin & Barneby
- Chamaecrista andreana Britton & Killip
- Chamaecrista andromedea (Mart. ex Benth.) H.S. Irwin & Barneby
- Chamaecrista angustissima (Lam.) Greene
- Chamaecrista ankaratrensis (R. Vig.) Du Puy
- Chamaecrista apoucouita (Aubl.) H.S. Irwin & Barneby
- Chamaecrista arachiphylla Barneby
- Chamaecrista arboae Barneby
- Chamaecrista arborescens Britton & Killip
- Chamaecrista arduinervis (Urb.) Britton
- Chamaecrista arenicola (R. Vig.) Du Puy
- Chamaecrista aristata (Benth.) H.S. Irwin & Barneby
- Chamaecrista aristellata Pennell
- Chamaecrista aspera (Muhl. ex Elliott) Greene
- Chamaecrista aspidiifolia H.S. Irwin & Barneby
- Chamaecrista aspleniifolia (H.S. Irwin & Barneby) H.S. Irwin & Barneby
- Chamaecrista astrochiton (H.S. Irwin & Barneby) H.S. Irwin & Barneby
- Chamaecrista atroglandulosa (Taub. ex Harms) H.S. Irwin & Barneby
- Chamaecrista auricoma (Benth.) V. Singh
- Chamaecrista auris-zerdae (H.S. Irwin & Barneby) H.S. Irwin & Barneby
- Chamaecrista aurivilla (Mart. ex Benth.) H.S. Irwin & Barneby
- Chamaecrista axilliflora H.S. Irwin & Barneby
- Chamaecrista azulana (H.S. Irwin & Barneby) H.S. Irwin & Barneby
- Chamaecrista bahiae (H.S. Irwin) H.S. Irwin & Barneby
- Chamaecrista baileyorum Rose
- Chamaecrista barbata (Nees & Mart.) H.S. Irwin & Barneby
- Chamaecrista basifolia (Vogel) H.S. Irwin & Barneby
- Chamaecrista bauhiniifolia (Kunth) Gleason
- Chamaecrista belemii (H.S. Irwin & Barneby) H.S. Irwin & Barneby
- Chamaecrista bella Conc., L.P. Queiroz & G.P. Lewis
- Chamaecrista bellula Pollard
- Chamaecrista benthamiana (Harms) H.S. Irwin & Barneby
- Chamaecrista benthamii (Ghesq.) H.S. Irwin & Barneby
- Chamaecrista biddulphiana Pedley
- Chamaecrista biensis (Steyaert) Lock
- Chamaecrista bifoliola (Harms) H.S. Irwin & Barneby
- Chamaecrista bifoliolata (DC. ex Collad.) Greene
- Chamaecrista bissei A. Barreto & Yakovlev
- Chamaecrista blanchetti Conc., L.P. Queiroz & G.P. Lewis
- Chamaecrista botryoides Conc., L.P. Queiroz & G.P. Lewis
- Chamaecrista boyanii (H.S. Irwin & Barneby) H.S. Irwin & Barneby
- Chamaecrista brachiata Pollard
- Chamaecrista brachyblepharis (Harms) H.S. Irwin & Barneby
- Chamaecrista brachycarpa (Urb.) Britton & Rose
- Chamaecrista brachyrachis (Harms) H.S. Irwin & Barneby
- Chamaecrista brachyrhachis (Harms) H.S. Irwin & Barneby
- Chamaecrista brachystachya Conc., L.P. Queiroz & G.P. Lewis
- Chamaecrista bracteolata (Vogel) H.S. Irwin & Barneby
- Chamaecrista brandegeei Rose
- Chamaecrista brevicalyx (Benth.) H.S. Irwin & Barneby
- Chamaecrista brevifolia (Lam.) Greene
- Chamaecrista brevipes (DC. ex Collad.) Greene
- Chamaecrista browniana Britton & Rose
- Chamaecrista bucherae (Moldenke) H.S. Irwin & Barneby
- Chamaecrista buchii (Urb.) Britton
- Chamaecrista burchellii (Benth.) H.S. Irwin & Barneby
- Chamaecrista burmanni Eckl. & Zeyh.
- Chamaecrista caespitosa (Benth.) H.S. Irwin & Barneby
- Chamaecrista cahosiana (Urb. & Ekman) Britton
- Chamaecrista caiapo (H.S. Irwin & Barneby) H.S. Irwin & Barneby
- Chamaecrista calixtana (H.S. Irwin & Barneby) H.S. Irwin & Barneby
- Chamaecrista calycioides (DC. ex Collad.) Greene
- Chamaecrista campestris H.S. Irwin & Barneby
- Chamaecrista campicola (Harms) H.S. Irwin & Barneby
- Chamaecrista camporum Greene
- Chamaecrista capensis (Thunb.) E. Mey.
- Chamaecrista caracensis (Taub. ex H.S. Irwin & Barneby) H.S. Irwin & Barneby
- Chamaecrista cardiostegia H.S. Irwin & Barneby
- Chamaecrista caribaea (Northr.) Britton
- Chamaecrista carobinha (H.S. Irwin & Barneby) H.S. Irwin & Barneby
- Chamaecrista caspariifolia Barneby
- Chamaecrista catapodia (H.S. Irwin & Barneby) H.S. Irwin & Barneby
- Chamaecrista cathartica (Mart.) H.S. Irwin & Barneby
- Chamaecrista catharticoides (H.S. Irwin & Barneby) H.S. Irwin & Barneby
- Chamaecrista catiarae (H.S. Irwin & Barneby) H.S. Irwin & Barneby
- Chamaecrista catolesensis Conc., L.P. Queiroz & G.P. Lewis
- Chamaecrista cavalcantina (H.S. Irwin & Barneby) H.S. Irwin & Barneby
- Chamaecrista celiae (H.S. Irwin & Barneby) H.S. Irwin & Barneby
- Chamaecrista centiflora (H.S. Irwin & Barneby) H.S. Irwin & Barneby
- Chamaecrista chaetostegia (H.S. Irwin & Barneby) H.S. Irwin & Barneby
- Chamaecrista chamaecristoides (Collad.) Greene
- Chamaecrista chapadae (H.S. Irwin & Barneby) H.S. Irwin & Barneby
- Chamaecrista chiapensis Britton & Rose
- Chamaecrista chiquitana Barneby
- Chamaecrista chiriquensis Britton & Rose
- Chamaecrista choriophylla (Vogel) H.S. Irwin & Barneby
- Chamaecrista chrysosepala (H.S. Irwin & Barneby) H.S. Irwin & Barneby
- Chamaecrista ciliolata (Benth.) H.S. Irwin & Barneby
- Chamaecrista cinerascens (Vogel) H.S. Irwin & Barneby
- Chamaecrista cinerea (Schltdl. & Cham.) Pollard ex A. Heller
- Chamaecrista cipoana (H.S. Irwin & Barneby) H.S. Irwin & Barneby
- Chamaecrista clarensis Britton
- Chamaecrista claussenii (Benth.) H.S. Irwin & Barneby
- Chamaecrista comayaguana Britton & Rose
- Chamaecrista commixta auct.
- Chamaecrista comosa E. Mey.
- Chamaecrista compitalis (H.S. Irwin & Barneby) H.S. Irwin & Barneby
- Chamaecrista complexa Pollard
- Chamaecrista concinna (Benth.) Pedley
- Chamaecrista conferta (Benth.) H.S. Irwin & Barneby
- Chamaecrista confertiformis (H.S. Irwin & Barneby) Conc., L.P. Queiroz & G.P. Lewis
- Chamaecrista confusa Britton
- Chamaecrista conzattii Britton & Rose
- Chamaecrista coradinii H.S. Irwin & Barneby
- Chamaecrista cordistipula (Mart.) H.S. Irwin & Barneby
- Chamaecrista coriacea (Bong. ex Benth.) H.S. Irwin & Barneby
- Chamaecrista cotinifolia (G. Don) H.S. Irwin & Barneby
- Chamaecrista cowellii Britton
- Chamaecrista crenulata (Benth.) H.S. Irwin & Barneby
- Chamaecrista cristalinae (H.S. Irwin & Barneby) H.S. Irwin & Barneby
- Chamaecrista crommyotricha (Harms) H.S. Irwin & Barneby
- Chamaecrista cruziana Britton & Rose
- Chamaecrista cultrifolia (Kunth) Britton & Rose ex Britton & Killip
- Chamaecrista cuneata (DC.) Greene
- Chamaecrista cupeyalensis A.Barreto & Yakovlev
- Chamaecrista cuprea H.S. Irwin & Barneby
- Chamaecrista cytisoides (DC. ex Collad.) H.S. Irwin & Barneby
- Chamaecrista dalbergiifolia (Benth.) H.S. Irwin & Barneby
- Chamaecrista dawsonii (R.S. Cowan) H.S. Irwin & Barneby
- Chamaecrista debilis (Vogel) H.S. Irwin & Barneby
- Chamaecrista decora (H.S. Irwin & Barneby) Conc., L.P. Queiroz & G.P. Lewis
- Chamaecrista decrescens (Benth.) H.S. Irwin & Barneby
- Chamaecrista decumbens (Benth.) H.S. Irwin & Barneby
- Chamaecrista deeringiana Small & Pennell
- Chamaecrista delicata Rose
- Chamaecrista deltoidea Hervencio & L.P. Queiroz
- Chamaecrista dendrina Britton & Pittier
- Chamaecrista densifolia (Benth.) H.S. Irwin & Barneby
- Chamaecrista dentata (Vogel) H.S. Irwin & Barneby
- Chamaecrista depauperata Conc., L.P. Queiroz & G.P. Lewis
- Chamaecrista depressa (Pollard) Greene
- Chamaecrista deserti Pedley
- Chamaecrista desertorum (Mart. ex Benth.) H.S. Irwin & Barneby
- Chamaecrista desvauxii (Collad.) Killip
- Chamaecrista didyma H.S. Irwin & Barneby
- Chamaecrista diffusa (DC.) Britton
- Chamaecrista diffusissima Britton
- Chamaecrista dimidiata (Roxb.) Lock
- Chamaecrista diphylla (L.) Greene
- Chamaecrista distichoclada (Mart. ex Benth.) H.S. Irwin & Barneby
- Chamaecrista duartei (H.S. Irwin) H.S. Irwin & Barneby
- Chamaecrista duboisii (Steyaert) Lock
- Chamaecrista duckeana (P. Bezerra & Afr.Fern.) H.S. Irwin & Barneby
- Chamaecrista dumalis (Hoehne) H.S. Irwin & Barneby
- Chamaecrista dumaziana (Brenan) Du Puy
- Chamaecrista dunensis Thulin
- Chamaecrista duqueana
- Chamaecrista dussii Britton
- Chamaecrista echinocarpa (Benth.) H.S. Irwin & Barneby
- Chamaecrista egleri (H.S. Irwin & Barneby) H.S. Irwin & Barneby
- Chamaecrista eitenorum (H.S. Irwin & Barneby) H.S. Irwin & Barneby
- Chamaecrista elachistophylla (Harms) H.S. Irwin & Barneby
- Chamaecrista enneryana Britton
- Chamaecrista ensiformis (Vell.) H.S. Irwin & Barneby
- Chamaecrista ericifolia (Benth.) H.S. Irwin & Barneby
- Chamaecrista exigua Pedley
- Chamaecrista exilis (Vatke) Lock
- Chamaecrista exsudans (Benth.) H.S. Irwin & Barneby
- Chamaecrista exunguis (Urb.) Britton
- Chamaecrista fagifolia Bertol
- Chamaecrista fagonioides (Vogel) H.S. Irwin & Barneby
- Chamaecrista falcifoliolata A.Barreto & Yakovlev
- Chamaecrista falcinella (Oliv.) Lock
- Chamaecrista fallacina (Chiov.) Lock
- Chamaecrista fasciata Britton
- Chamaecrista fasciculata (Michx.) Greene
- Chamaecrista feliciana (H.S. Irwin & Barneby) H.S. Irwin & Barneby
- Chamaecrista fenarolii (Mendonça & Torre) Lock
- Chamaecrista fenixensis Britton & Rose
- Chamaecrista ferrisiae Britton
- Chamaecrista filicifolia (Mart. ex Benth.) H.S. Irwin & Barneby
- Chamaecrista flavicoma (Kunth) Greene
- Chamaecrista flexuosa (L.) Greene
- Chamaecrista fodinarum H.S. Irwin & Barneby
- Chamaecrista foederalis (H.S. Irwin & Barneby) H.S. Irwin & Barneby
- Chamaecrista fragilis (H.S. Irwin & Barneby) H.S. Irwin & Barneby
- Chamaecrista fulgida Barneby
- Chamaecrista fuscescens (Benth.) H.S. Irwin & Barneby
- Chamaecrista garambiensis (Hosok.) H. Ohashi, Tateishi & T. Nemoto
- Chamaecrista geminata (Benth.) H.S. Irwin & Barneby
- Chamaecrista geraldii (H.S. Irwin & Barneby) H.S. Irwin & Barneby
- Chamaecrista ghesquiereana (Brenan) Lock
- Chamaecrista gilliesii (Glaz. ex Harms) H.S. Irwin & Barneby
- Chamaecrista glaberrima Britton
- Chamaecrista glandulosa (L.) Greene
- Chamaecrista glaucofilix (H.S. Irwin & Barneby) H.S. Irwin & Barneby
- Chamaecrista glaziovii (Taub. ex Harms) H.S. Irwin & Barneby
- Chamaecrista glischrodes H.S. Irwin & Barneby
- Chamaecrista goldmanii Britton & Rose
- Chamaecrista gonoclada (Benth.) H.S. Irwin & Barneby
- Chamaecrista gononclada (Benth.) H.S. Irwin & Barneby
- Chamaecrista gracilior (Ghesq.) Lock
- Chamaecrista gracilis (Kunth) Pittier
- Chamaecrista grammica (Spreng.) Pollard
- Chamaecrista grantii (Oliv.) Standl.
- Chamaecrista granulata (Urb.) Britton
- Chamaecrista greggii (A. Gray) Pollard ex A. Heller
- Chamaecrista grisea Pedley
- Chamaecrista guanensis A.Barreto & Yakovlev
- Chamaecrista gumminans H.S. Irwin & Barneby
- Chamaecrista gymnothyrsa (H.S. Irwin & Barneby) H.S. Irwin & Barneby
- Chamaecrista haitiensis Britton
- Chamaecrista harmsiana H.S. Irwin & Barneby
- Chamaecrista harneyi (Specht) Govaerts
- Chamaecrista hassleri (H.S. Irwin & Barneby) H.S. Irwin & Barneby
- Chamaecrista hatschbachii H.S. Irwin & Barneby
- Chamaecrista hecatophylla (DC.) Greene
- Chamaecrista hedysaroides (Vogel) H.S. Irwin & Barneby
- Chamaecrista hildebrandtii (Vatke) Lock
- Chamaecrista hioramii Britton
- Chamaecrista hispidula (Vahl) H.S. Irwin & Barneby
- Chamaecrista huillensis (Welw. ex Mendonca & Torre) Lock
- Chamaecrista huntii (H.S. Irwin & Barneby) H.S. Irwin & Barneby
- Chamaecrista hymenaeifolia (Benth.) H.S. Irwin & Barneby
- Chamaecrista imbricans (H.S. Irwin & Barneby) H.S. Irwin & Barneby
- Chamaecrista inaguensis (Britton) Britton
- Chamaecrista incana (Vogel) H.S. Irwin & Barneby
- Chamaecrista incurvata (Benth.) H.S. Irwin & Barneby
- Chamaecrista isidorea (Benth.) H.S. Irwin & Barneby
- Chamaecrista itabiritoana (H.S. Irwin & Barneby) H.S. Irwin & Barneby
- Chamaecrista itambana (Mart. ex Benth.) H.S. Irwin & Barneby
- Chamaecrista ixodes (H.S. Irwin & Barneby) H.S. Irwin & Barneby
- Chamaecrista jacobinea (Benth.) H.S. Irwin & Barneby
- Chamaecrista jaegeri (Keay) Lock
- Chamaecrista jalapensis Britton
- Chamaecrista jamaicensis Britton
- Chamaecrista juruenensis (Hoehne) H.S. Irwin & Barneby
- Chamaecrista kalulensis (Steyaert) Lock
- Chamaecrista katangensis (Ghesq.) Lock
- Chamaecrista keyensis Pennell
- Chamaecrista kirkbridei (H.S. Irwin & Barneby) H.S. Irwin & Barneby
- Chamaecrista kirkii (Oliv.) Standl.
- Chamaecrista kleinii (Wight & Arn.) K.M. Matthew
- Chamaecrista kolabensis (K.L. Kothari, Moorthy & M.P. Nayar) V. Singh
- Chamaecrista kunthiana (Schltdl. & Cham.) H.S. Irwin & Barneby
- Chamaecrista labouriauae (H.S. Irwin & Barneby) H.S. Irwin & Barneby
- Chamaecrista lagotois H.S. Irwin & Barneby
- Chamaecrista lamprosperma (Mart. ex Benth.) H.S. Irwin & Barneby
- Chamaecrista langsdorffii (Kunth ex Vogel) Britton ex Pittier
- Chamaecrista lateriticola (R. Vig.) Du Puy
- Chamaecrista lavaradiiflora (Harms) H.S. Irwin & Barneby
- Chamaecrista lavradioides (Benth.) H.S. Irwin & Barneby
- Chamaecrista lechenaultiana (DC.) O. Deg.
- Chamaecrista lehmannii Britton & Rose ex Britton & Killip
- Chamaecrista leiophylla (Vogel) Pittier
- Chamaecrista lentiscifolia (Benth.) H.S. Irwin & Barneby
- Chamaecrista leonardae Britton
- Chamaecrista leptadenia (Greenm.) Cockerell
- Chamaecrista leschenaultiana (DC.) O. Deg.
- Chamaecrista leucopilis (Glaz. ex Harms) H.S. Irwin & Barneby
- Chamaecrista linearifolia (G. Don) H.S. Irwin & Barneby
- Chamaecrista lineata (Sw.) Greene
- Chamaecrista littoralis Pollard
- Chamaecrista lomatopoda (Benth.) H.S. Irwin & Barneby
- Chamaecrista longicoma Britton & Rose
- Chamaecrista longicuspis (Benth.) H.S. Irwin & Barneby
- Chamaecrista longipes (Domin) Pedley
- Chamaecrista lucayana (Britton) Britton
- Chamaecrista lucesiae Pittier
- Chamaecrista lundii (Benth.) H.S. Irwin & Barneby
- Chamaecrista macambensis A.Barreto & Yakovlev
- Chamaecrista macdougaliana (Rose) Rose
- Chamaecrista macedoi (H.S. Irwin & Barneby) H.S. Irwin & Barneby
- Chamaecrista machaeriifolia (Benth.) H.S. Irwin & Barneby
- Chamaecrista macropoda Standl.
- Chamaecrista madrensis Rose
- Chamaecrista marianensis A.Barreto & Yakovlev
- Chamaecrista maritima Pedley
- Chamaecrista martinicensis (Urb.) Britton & Rose
- Chamaecrista mazatlensis Rose
- Chamaecrista meelii (Steyaert) Lock
- Chamaecrista mexiae Britton
- Chamaecrista micrantha Britton
- Chamaecrista microsenna (H.S. Irwin & Barneby) H.S. Irwin & Barneby
- Chamaecrista millspaughii Pollard
- Chamaecrista mimosoides (L.) Greene
- Chamaecrista mindanaensis (Merr.) K. Larsen
- Chamaecrista mirabilis Pollard
- Chamaecrista mississippiensis (Pollard) Pollard ex A. Heller
- Chamaecrista mohrii (Pollard) Small ex Britton & Rose
- Chamaecrista molinae G. Flores & M. Sousa
- Chamaecrista mollicaulis (Harms) H.S. Irwin & Barneby
- Chamaecrista monticola (Mart. ex Benth.) H.S. Irwin & Barneby
- Chamaecrista moorei Pedley
- Chamaecrista mucronata (Spreng.) H.S. Irwin & Barneby
- Chamaecrista multinervia (Mart. ex Benth.) H.S. Irwin & Barneby
- Chamaecrista multipennis (H.S. Irwin & Barneby) H.S. Irwin & Barneby
- Chamaecrista multipinnata (Pollard) Greene
- Chamaecrista multiseta (Benth.) H.S. Irwin & Barneby
- Chamaecrista multivenia Pittier
- Chamaecrista mwangokae Gereau & G.M. Walters
- Chamaecrista myrophenges (H.S. Irwin & Barneby) H.S. Irwin & Barneby
- Chamaecrista nana Conc., L.P. Queiroz & G.P. Lewis
- Chamaecrista nanodes (H.S. Irwin & Barneby) H.S. Irwin & Barneby
- Chamaecrista neesiana (Mart. ex Benth.) H.S. Irwin & Barneby
- Chamaecrista negrensis (H.S. Irwin) H.S. Irwin & Barneby
- Chamaecrista nelsonii Britton & Rose
- Chamaecrista newtonii (Mendonca & Torre) Lock
- Chamaecrista nicoyana Britton
- Chamaecrista nictitans (L.) Moench
- Chamaecrista nigricans (Vahl) Greene
- Chamaecrista nilgirica (V. Singh) V. Singh
- Chamaecrista niqueroensis (Urb. & Ekman) Britton
- Chamaecrista nomame (Makino) H. Ohashi
- Chamaecrista nuda (H.S. Irwin & Barneby) H.S. Irwin & Barneby
- Chamaecrista nummulariifolia (Benth.) H.S. Irwin & Barneby
- Chamaecrista obcordata (Sw. ex Wikstr.) Britton
- Chamaecrista obtecta (Benth.) H.S. Irwin & Barneby
- Chamaecrista ochnacea (Vogel) H.S. Irwin & Barneby
- Chamaecrista ochrosperma (H.S. Irwin & Barneby) H.S. Irwin & Barneby
- Chamaecrista olesiphylla (Vogel) H.S. Irwin & Barneby
- Chamaecrista oligosperma (Mart. ex Benth.) H.S. Irwin & Barneby
- Chamaecrista onusta H.S. Irwin & Barneby
- Chamaecrista orbiculata (Benth.) H.S. Irwin & Barneby
- Chamaecrista orenocensis (Spruce ex Benth.) H.S. Irwin & Barneby
- Chamaecrista ortegae Britton
- Chamaecrista pachyclada (Harms) H.S. Irwin & Barneby
- Chamaecrista palmeri (S. Watson) Greene
- Chamaecrista paniculata (Benth.) H.S. Irwin & Barneby
- Chamaecrista papillata H.S. Irwin & Barneby
- Chamaecrista paralias (Brenan) Lock
- Chamaecrista paraunana (H.S. Irwin & Barneby) H.S. Irwin & Barneby
- Chamaecrista parva (Steyaert) Lock
- Chamaecrista parvistipula (Benth.) H.S. Irwin & Barneby
- Chamaecrista pascuorum (Mart. ex Benth.) H.S. Irwin & Barneby
- Chamaecrista patellaria (DC. ex Collad.) Greene
- Chamaecrista pedemontana H.S. Irwin & Barneby
- Chamaecrista pedicellaris (DC.) Britton
- Chamaecrista pennellii Britton & Rose ex Britton & Killip
- Chamaecrista persoonii (Collad.) Greene
- Chamaecrista philippi (H.S. Irwin & Barneby) H.S. Irwin & Barneby
- Chamaecrista phyllostachya (Benth.) H.S. Irwin & Barneby
- Chamaecrista pilicarpa (Glaz. ex Harms) H.S. Irwin & Barneby
- Chamaecrista pilosa (L.) Greene
- Chamaecrista pinetorum Britton
- Chamaecrista pinoi Britton & Rose
- Chamaecrista planaltoana (Harms) H.S. Irwin & Barneby
- Chamaecrista planifolia (H.S. Irwin & Barneby) H.S. Irwin & Barneby
- Chamaecrista plumosa E. Mey.
- Chamaecrista pohliana (Benth.) H.S. Irwin & Barneby
- Chamaecrista polita (H.S. Irwin & Barneby) H.S. Irwin & Barneby
- Chamaecrista polyadena (DC.) Britton
- Chamaecrista polymorpha (Harms) H.S. Irwin & Barneby
- Chamaecrista polystachya (Benth.) H.S. Irwin & Barneby
- Chamaecrista polytricha (Brenan) Lock
- Chamaecrista portoricensis (Urb.) O.F. Cook & G.N. Collins
- Chamaecrista potentilla (Mart. ex Benth.) H.S. Irwin & Barneby
- Chamaecrista potosina Britton & Rose
- Chamaecrista pratensis (R. Vig.) Du Puy
- Chamaecrista procumbens (L.) Greene
- Chamaecrista psoraleopsis (H.S. Irwin & Barneby) H.S. Irwin & Barneby
- Chamaecrista pteropoda Barneby
- Chamaecrista puberula Greene
- Chamaecrista puccioniana (Chiov.) Lock
- Chamaecrista pudibunda Pittier
- Chamaecrista pulchra (Kunth) Britton & Rose ex Britton & Killip
- Chamaecrista pumila (Lam.) V. Singh
- Chamaecrista punctata (Vogel) H.S. Irwin & Barneby
- Chamaecrista punctulata (Hook. & Arn.) H.S. Irwin & Barneby
- Chamaecrista punctulifera (Harms) H.S. Irwin & Barneby
- Chamaecrista pygmaea (DC.) Britton
- Chamaecrista ramosa (Vogel) H.S. Irwin & Barneby
- Chamaecrista ramulosa Killip & Pittier
- Chamaecrista reducta (Brenan) Du Puy
- Chamaecrista rekoi Britton & Rose
- Chamaecrista repens (Vogel) H.S. Irwin & Barneby
- Chamaecrista rigidifolia (Benth.) H.S. Irwin & Barneby
- Chamaecrista riparia (Kunth) Britton
- Chamaecrista robusta (Pollard) Pollard ex A. Heller
- Chamaecrista robynsiana (Ghesq.) Lock
- Chamaecrista roigii Britton
- Chamaecrista roncadorensis (H.S. Irwin & Barneby) H.S. Irwin & Barneby
- Chamaecrista roraimae (Benth.) Gleason
- Chamaecrista rostrata Wooton & Standl.
- Chamaecrista rotundata (Vogel) H.S. Irwin & Barneby
- Chamaecrista rotundifolia (Pers.) Greene
- Chamaecrista rovirosana Britton
- Chamaecrista rufa (M. Martens & Galeotti) Britton & Rose
- Chamaecrista rugosula (Benth.) H.S. Irwin & Barneby
- Chamaecrista rupestrium H.S. Irwin & Barneby
- Chamaecrista rusbyi Britton & Rose ex Pittier
- Chamaecrista salvadorensis Britton
- Chamaecrista salvatoris (H.S. Irwin & Barneby) H.S. Irwin & Barneby
- Chamaecrista savannarum Britton
- Chamaecrista scabra (Pohl ex Benth.) H.S. Irwin & Barneby
- Chamaecrista schlimii (Benth.) Britton & Rose ex Britton & Killip
- Chamaecrista schmitzii (Steyaert) Lock
- Chamaecrista scleroxylon (Ducke) H.S. Irwin & Barneby
- Chamaecrista secunda (Benth.) H.S. Irwin & Barneby
- Chamaecrista seleri Rose
- Chamaecrista selleana (Urb.) Britton
- Chamaecrista semaphora (H.S. Irwin & Barneby) H.S. Irwin & Barneby
- Chamaecrista serpens (L.) Greene
- Chamaecrista seticrenata (H.S. Irwin & Barneby) H.S. Irwin & Barneby
- Chamaecrista setosa (Vogel) H.S. Irwin & Barneby
- Chamaecrista simplex Standl.
- Chamaecrista simplifacta H.S. Irwin & Barneby
- Chamaecrista simpsonii (Pollard) Pollard ex A. Heller
- Chamaecrista sincorana (Harms) H.S. Irwin & Barneby
- Chamaecrista smaragdina (Macfad.) Britton
- Chamaecrista sophoroides (Mart. ex Benth.) H.S. Irwin & Barneby
- Chamaecrista souzana (H.S. Irwin & Barneby) H.S. Irwin & Barneby
- Chamaecrista speciosa Conc., L.P. Queiroz & G.P. Lewis
- Chamaecrista spinulosa (H.S. Irwin & Barneby) H.S. Irwin & Barneby
- Chamaecrista stenocarpa (Vogel) Standl.
- Chamaecrista stenocarpoides Britton
- Chamaecrista stillifera (H.S. Irwin & Barneby) H.S. Irwin & Barneby
- Chamaecrista stricta E. Mey.
- Chamaecrista strictifolia (Benth.) H.S. Irwin & Barneby
- Chamaecrista strictula (H.S. Irwin & Barneby) H.S. Irwin & Barneby
- Chamaecrista strigillosa (Benth.) Britton
- Chamaecrista subdecrescens (H.S. Irwin & Barneby) H.S. Irwin & Barneby
- Chamaecrista subpeltata (Rizzini) H.S. Irwin & Barneby
- Chamaecrista supplex (Mart. ex Benth.) Britton & Rose ex Britton & Killip
- Chamaecrista swainsonii (Benth.) H.S. Irwin & Barneby
- Chamaecrista swartzii (Wikstr.) Britton
- Chamaecrista symonii Pedley
- Chamaecrista tabascoensis Britton & Rose
- Chamaecrista tagera (L.) Standl.
- Chamaecrista takhtajanii A.Barreto & Yakovlev
- Chamaecrista telfairiana (Hook. f.) Lock
- Chamaecrista tenella (Kunth) Pittier
- Chamaecrista tenuisepala (Benth.) H.S. Irwin & Barneby
- Chamaecrista tephrosiifolia (Benth.) H.S. Irwin & Barneby
- Chamaecrista tetraphylla (Desv.) Britton & Rose ex Britton & Killip
- Chamaecrista texana (Buckley) Pennell
- Chamaecrista tonduzii Britton & Rose
- Chamaecrista tortuensis (Urb. & Ekman) Britton
- Chamaecrista trachycarpa (Vogel) H.S. Irwin & Barneby
- Chamaecrista tracyi Pollard
- Chamaecrista tragacanthoides (Mart. ex Benth.) H.S. Irwin & Barneby
- Chamaecrista trichopoda (Benth.) Britton & Rose ex Britton & Killip
- Chamaecrista tristicula (Kunth) Greene
- Chamaecrista truncata Rando & Pirani
- Chamaecrista tuerckheimii Britton
- Chamaecrista ulmea H.S. Irwin & Barneby
- Chamaecrista uniflora (Spreng.) Pittier
- Chamaecrista unijuga (Benth.) Conc., L.P. Queiroz & G.P. Lewis
- Chamaecrista urophyllidia (H.S. Irwin & Barneby) H.S. Irwin & Barneby
- Chamaecrista ursina (Mart. ex Benth.) H.S. Irwin & Barneby
- Chamaecrista usambarensis (Taub.) Standl.
- Chamaecrista vauthieri (Benth.) H.S. Irwin & Barneby
- Chamaecrista venatoria (H.S. Irwin & Barneby) H.S. Irwin & Barneby
- Chamaecrista venturiana H.S. Irwin & Barneby
- Chamaecrista venulosa (Benth.) H.S. Irwin & Barneby
- Chamaecrista verruculosa Afr.Fern. & E.P. Nunes
- Chamaecrista vestita (Vogel) H.S. Irwin & Barneby
- Chamaecrista villosissima Britton & Rose
- Chamaecrista virgata (Sw.) Greene
- Chamaecrista virginis (H.S. Irwin & Barneby) H.S. Irwin & Barneby
- Chamaecrista viscosa (Kunth) H.S. Irwin & Barneby
- Chamaecrista wallichiana (DC.) V. Singh
- Chamaecrista wilsonii Britton & Rose
- Chamaecrista wittei (Ghesq.) Lock
- Chamaecrista wrightii (A. Gray) Wooton & Standl.
- Chamaecrista xanthadena (Mart. ex Benth.) H.S. Irwin & Barneby
- Chamaecrista xinguensis (Ducke) H.S. Irwin & Barneby
- Chamaecrista yucatana Britton & Rose
- Chamaecrista zambesica (Oliv.) Lock
- Chamaecrista zygophylloides (Taub.) H.S. Irwin & Barneby